# Carios chironectes
Carios chironectes är en fästingart som beskrevs av Jones och Clifford 1972. Carios chironectes ingår i släktet Carios och familjen mjuka fästingar.
Artens utbredningsområde är Nicaragua. Inga underarter finns listade.